# Estação Ambuitá
A Estação Ambuitá faz parte da extensão operacional da Linha 8–Diamante da ViaMobilidade, localizada no município de Itapevi. Era uma pequena parada até 2010, quando foi desativada, sendo reinaugurada como estação em um novo edifício em 4 de abril de 2025.

## História
Inaugurada pela EFS como Parada Iracema em 19 de setembro de 1949, foi rebatizada de Ambuitá em 1952. Durante a modernização do sistema de trens de subúrbio efetuada pela FEPASA nos anos 70/80, a parada recebeu novas instalações em 21 de junho de 1985. Em 1997, sua bilheteria foi desativada pela CPTM devido aos constantes assaltos. Após o seccionamento da Linha 8, a parada passou a fazer parte da extensão operacional Itapevi-Amador Bueno. Em 2010, a parada foi desativada e totalmente demolida durante as obras de modernização do trecho pelo governo de José Serra, e o prazo para sua reconstrução foi estipulado para 2013, no mandato de Geraldo Alckmin. As obras de reconstrução da estação acabaram nunca ocorrendo e, em abril de 2014, cinco meses antes das eleições estaduais, o governador esteve em Amador Bueno para a reinauguração da extensão operacional. Na ocasião, foi anunciado que a Parada Ambuitá era a atual prioridade da Linha 8. Mesmo após sua reeleição, o governo Alckmin nunca deu início às obras da estação, o que acarretou protestos por parte da população local.
Em janeiro de 2020, o governo de João Doria anunciou que a Estação Ambuitá seria reconstruída com recursos de acessibilidade pela empresa vencedora da concessão da Linha 8, cuja licitação seria publicada em dezembro, confirmando a declaração. Com o anúncio, as obras de revitalização do entorno, como asfaltamento das principais vias, foram intensificadas pela prefeitura de Itapevi. A prefeitura também tentou incluir na parceria a reconstrução da parada Cimenrita, ausente da minuta do edital, sem sucesso.
Em 5 de abril de 2024, a ViaMobilidade deu início à reconstrução da estação Ambuitá, que passou a funcionar em operação assistida em 4 de abril de 2025.

## Tabelas
| Sigla | Estação | Inauguração            | Plataformas | Posição    | Notas |
| ----- | ------- | ---------------------- | ----------- | ---------- | --- |
| AMB   | Ambuitá | 19 de setembro de 1949 | Laterais    | Superfície | Parada construída pela Estrada de Ferro Sorocabana Reconstruída pela ViaMobilidade e reinaugurada como estação em 4 de abril de 2025 Em operação assistida |